# Аргартан-о-Мин
Аргарта́н-о-Мин (фр. Hargarten-aux-Mines) — коммуна на северо-востоке Франции, регион Гранд-Эст (бывший Эльзас — Шампань — Арденны — Лотарингия), департамент Мозель. Относится к кантону Бузонвиль.

## Географическое положение

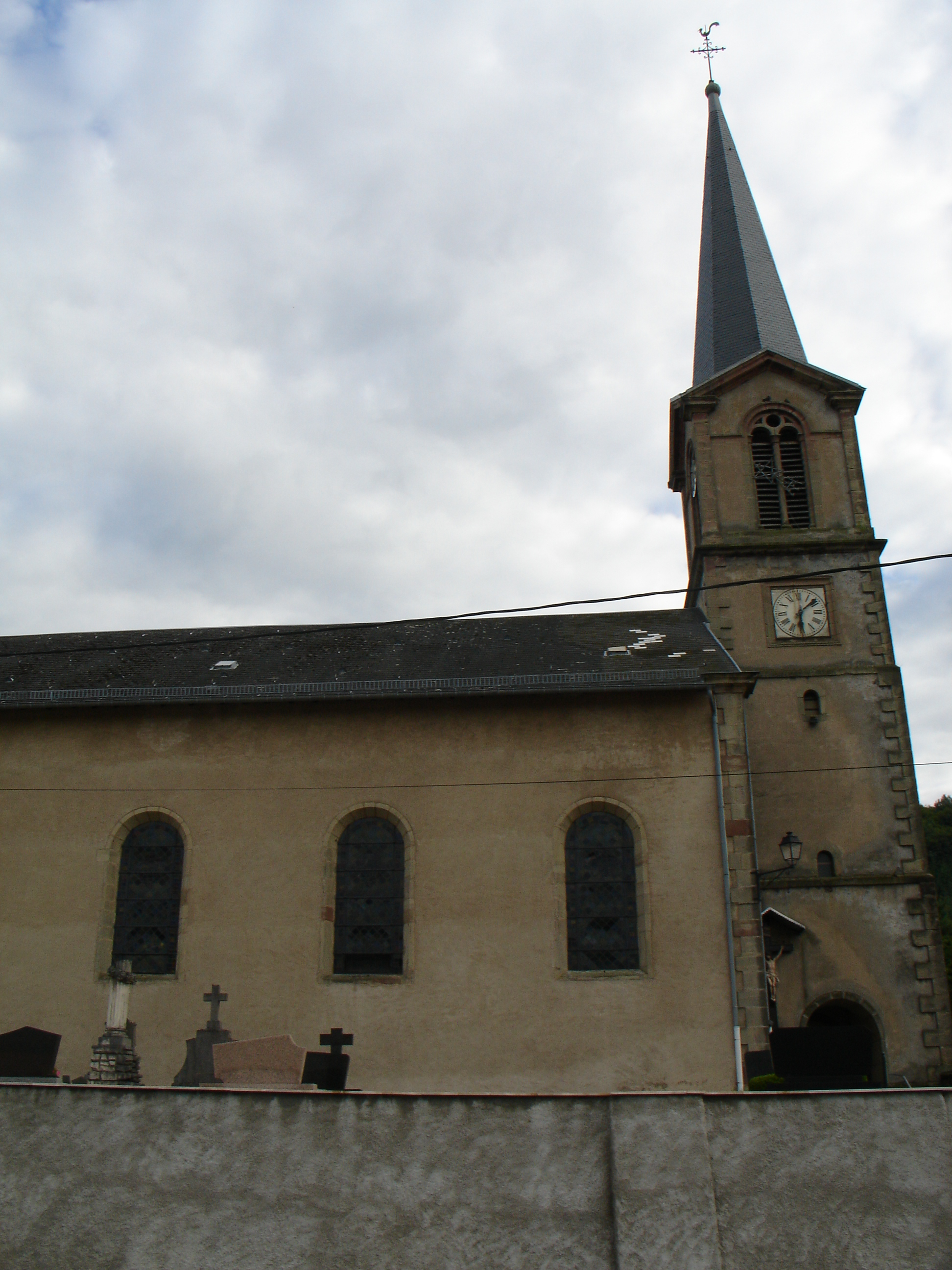
Церковь Сен-Мишель в Аргартан-о-Мин.

Аргартан-о-Мин расположен в 34 км к востоку от Меца. Соседние коммуны: Далан на севере, Фальк на востоке, Гертен на юге, Кум на юго-западе, Тетершан на западе.

## История
- Название коммуны связано со свинцовым рудником (фр. mine, рудник), бывшим в эксплуатации в XVII веке. Был закрыт в 1788 году, затем активизирован в  1858—1900 годах.
- Коммуна бывшего герцогства Лотарингия.

## Демография
По переписи 2008 года в коммуне проживало 1135 человек.	

## Достопримечательности
- Следы галло-романской культуры.
- Церковь святого Михаила XVIII века, построена в стиле гранж.